# B-Klasse (1931)
Die B-Klasse war eine Klasse von acht Zerstörern, die als Teil des Marineprogramms von 1928 für die britische Royal Navy gebaut wurden. Ein neuntes Schiff, die Keith, hatte einen etwas veränderten Entwurf, um als Flottillenführer zu dienen. Die Zerstörer der B-Klasse kamen im Zweiten Weltkrieg zu vielfältigen Kampfeinsätzen; fünf der neun Schiffe gingen während des Krieges verloren.
Die Boreas wurde 1944 der griechischen Marine zur Verfügung gestellt, die das Schiff 1951 der Royal Navy zurückgab. Als letztes Schiff der Klasse wurde es dann abgewrackt. Die drei anderen überlebenden Schiffe der Klasse waren in den Jahren 1946 bis 1948 schon verschrottet worden.

## Entwurf
Der Entwurf für die B-Klasse beruhte auf dem Entwurf für die vorhergehende A-Klasse, deren Schiffe erst nach der Kiellegung der meisten Schiffe der B-Klasse vom Stapel liefen. Änderungen betrafen u. a. die Ausstattung mit Wasserbomben und den Einbau eines Sonargeräts. Die Verstärkung der U-Boot-Abwehr-Fähigkeiten führten zum Verzicht auf die bei der A-Klasse einzubauende Ausrüstung zum Räumen von Minen.
Die Zerstörer der B-Klasse hatten eine Standardverdrängung von 1.360 ts und von 1.780 ts bei voller Ausrüstung. Wie die Zerstörer der A-klasse waren sie 323 ft über alles lang, hatten eine Breite von 32,25 ft und einen Tiefgang von 12,25 ft. Angetrieben wurden sie über zwei Wellen von in der Regel Parsons-Getriebeturbinen, die eine Höchstleistung von 35.500 PS erreichten und dem Zerstörer eine Höchstgeschwindigkeit von 35,25 Knoten (kn) ermöglichten. Nur die beiden in Clydebank bei John Brown & Co. zu fertigenden Zerstörer Basilisk und Beagle erhielten Brown-Curtis-Getriebeturbinen von ihrer Bauwerft. Der Dampf für die Turbinen wurde auf allen Schiffen in drei Admiralty-3-Trommel-Kesseln erzeugt. Vorschläge, zwei Hochdruck- und Hochtemperaturkessel anstelle der bisherigen drei Niederdruckkessel einzubauen, wurden von der Admiralität abgelehnt. So blieb die Acheron weiter der einzige britische Zerstörer mit einem derartigen Kessel.
Der Bunkervorrat von bis zu 390 tn.l. Heizöl gab den Zerstörern eine Reichweite von bis zu 4.800 Seemeilen bei 15 kn.
Bewaffnet wurden die Zerstörer mit vier einzelnen 120-mm-L/45-Geschützen Mk.IX. Zur Abwehr von Flugzeugen waren auf ihnen zwei 40-mm-„pompom“-Geschütze auf einer Plattform zwischen den Schornsteinen installiert. Dazu verfügte sie an Deck über zwei Vierfachsätze von 21-Zoll-Torpedorohren und führte zur Bekämpfung von Unterseebooten 20 Wasserbomben mit, die mit zwei Wasserbombenwerfern und über eine Abwurfschiene eingesetzt wurden.
Der für die Klasse gebaute Flottillenführer Keith war weitgehend identisch und verfügte im Vergleich zu den anderen Schiffen nur über zusätzliche Räume, um den Kommandeur der Flottille und seinen Stab unterzubringen. Dies führte zu einer Verdrängung von 1.400 ts Standard und maximal 1.821 ts. Allerdings bot er nicht Platz für alle zusätzlich Angehörigen des Flottillenstabes, die auf andere Zerstörer verteilt werden mussten.
Soweit sie nicht frühzeitig verlorengingen, wurde die Ausrüstung und Bewaffnung der Zerstörer im Verlauf des Zweiten Weltkriegs teils erheblich modifiziert. Die fünf in der Zweiten Hälfte des Jahres 1940 noch vorhandenen Zerstörer der B-Klasse gaben ihr 120-mm-Heckgeschütz und den hinteren Torpedosatz ab. An deren Stelle kamen am Heck zwei zusätzliche Wabo-Werfer sowie ein auf 70 Wasserbomben erhöhter Wasserbombenvorrat und vor dem hinteren Deckshaus eine 1 76-mm-L/40-(12-pdr)-Flak.
Dazu kamen nach und nach die Ausstattung mit Radar und dem Funkpeilungssystem Huff-Duff, mit zusätzlichen 20-mm-Oerlikon-Maschinenkanonen, die als Zwillingsgeschütze schließlich auch die 40-mm-Pompoms ersetzten und weitere Verstärkungen des Wasserbombenvorrats der Schiffe bis auf 125 Stück. Zumindest Beagle und Bulldog erhielten mit dem Salvenwerfer Hedgehog noch eine weitere Waffe gegen U-Boote, mussten dafür allerdings noch ein weiteres 120-mm-Geschütz und die 76-mm-Flak abgeben. Die Bulldog erhielt 1944 noch ganz vorn am Bug ein 40-mm-Pompom-Jagdgeschütz zur besseren Bekämpfung von Schnellbooten.

## Einsatz der Klasse
Nach ihrer Indienststellung zwischen Februar und Juni 1931 bildeten die acht Zerstörer der Klasse mit ihrem Flottillenführer Keith die Ausstattung der 4. britischen Zerstörerflottille bei der Mittelmeerflotte. Sie ersetzten bei der Flottille das Führerboot Broke der Shakespeare-Klasse und acht Zerstörer der V- und W-Klasse. Die Anforderungen an die Flottille stiegen ab 1935 durch den britisch-italienischen Konflikt durch die Abessinienkrise mit einer erheblichen Verstärkung der britischen Militärpräsenz im und am Mittelmeer, den 1936 beginnenden Spanischen Bürgerkrieg und die Beteiligung Großbritanniens an den sogenannten Neutralitätspatrouillen, die Waffenlieferungen an die Kriegsparteien verhindern sollten.
Die Zerstörer der B-Klasse führten ihre routinemäßigen Werftliegezeiten in der Regel in den britischen Marinebasen am Mittelmeer durch. 1936 standen bei den Schiffen aber umfangreichere Überholungen an, die in der Heimat durchgeführt werden sollten. Die wegen der Abessinien-Krise zur Verstärkung von der Home Fleet in das Mittelmeer verlegte „2. britische Zerstörerflottille“ mit ihrer gemischten Ausstattung von Zerstörern der C-Klasse und der V-Klasse sollte daher im Mittelmeer die „4th Destroyer Flotilla“ Ende 1936 ersetzen und gleichzeitig auf die neuen Zerstörer der H-Klasse umgerüstet werden, die gerade in den Dienst der Royal Navy kamen.
Der B-Flottillenführer Keith kollidierte schon im August 1936 auf dem Marsch zur großen Überholung im Ärmelkanal noch kurz vor seinem Ziel mit einem griechischen Dampfer, der sank. Die schwerbeschädigte Keith wurde zur Reparatur dann außer Dienst gestellt und als einer der ersten Neubauten der Reserve zugewiesen. Ihre Aufgaben bei der „4th Destroyer Flotilla“ übernahm der C-Flottillenführer Kempenfelt. Tatsächlich blieben etliche Zerstörer der B-Klasse jedoch immer wieder vor Spanien im Einsatz. So rettete die Zerstörer Boreas, Brilliant und Blanche mit der Kempenfelt am 6. März 1938 Schiffbrüchige des in der Schlacht von Cabo de Palos gesunkenen Schweren Kreuzers Baleares der Franquisten. Die „4th Destroyer Flotilla“ wurde geschlossen bei der Home Fleet wohl nicht eingesetzt. Im April 1939 übernahm dann die „1st Tribal Flotilla“ der „Mediterranean Fleet“ die Flottillennummer und die Schiffe der B-Klasse wurden in die Reserve überführt. Einige erledigten jedoch noch Sonderaufgaben. Für die Besichtigung der Reserveflotte Anfang August 1939 wurde alle Schiffe der Klasse wieder bemannt und waren bei Kriegsbeginn einsatzbereit.

### Kriegseinsätze
Sieben Zerstörer der B-Klasse bildeten am 1. September 1939 die neue „19th Destroyer Flottilla“ in Dover mit der Codrington der A-Klasse als Flottillenführer. Als achter Zerstörer trat Mitte September dann noch die Keith zur Flottille, die zuvor als Flottillenführer der „17th Destroyer Flottilla“ in Plymouth eingeteilt war. Als einziges Schiff der Klasse stand die Bulldog der 19. Flottille nicht zur Verfügung, sondern war als Sicherungszerstörer des Flugzeugträgers Glorious mit diesem in Alexandria und kehrte erst nach dem deutschen Angriff auf Norwegen (Unternehmen Weserübung) nach Großbritannien zurück.
Am 13. November 1939 ging die Blanche als erster Zerstörer der Royal Navy durch Feindeinwirkung im Zweiten Weltkrieg verloren, als sie nach einem Minentreffer in der Themse-Mündung sank. Im Frühjahr 1940 wurden dann drei Schiffe der Klasse in der Home Fleet vor Norwegen eingesetzt. Am 1. Juni 1940 wurden dann der Flottillenführer Keith und die Basilisk vor Dünkirchen während der Operation Dynamo von der Deutschen Luftwaffe versenkt. Im Juli folgte dann noch der Verlust der Brazen im Kanal ebenfalls durch die Luftwaffe, während die Zerstörer Brilliant und Boreas wenige Tage später nach Luftangriffen trotz schwerer Schäden eingebracht werden konnten und nach einigen Monaten Reparatur wieder einsatzfähig waren. Auch die Boadicea war im Juni 1940 nach einem schweren Luftangriff im Kanal für etliche Monate ausgefallen.
Die Schiffe der Klasse wurden während des Zweiten Weltkriegs vor allem als Eskorten für Konvois und Kriegsschiffe und bei der Jagd auf U-Boote eingesetzt. Sie kamen
vor allem im Atlantik und bei den Nordmeergeleitzügen, aber auch im Mittelmeer zum Einsatz.
Fünf der neun Schiffe gingen bei diesen Einsätzen verloren. Letzter Kriegsverlust nach den vorgenannten Verlusten war im Juni 1944 die Boadicea, die bei der Sicherung eines Versorgungsgeleits für die Invasionsstreitkräfte im Kanal durch deutsche Torpedobomber versenkt wurde. Im Gegenzug versenkten die Zerstörer der B-Klasse drei deutsche U-Boote und einen französischen Minensucher der Vichy-Streitkräfte.
Die nicht zerstörten Schiffe wurden kurz nach dem Ende des Kriegs außer Dienst gestellt und verschrottet, da sie technisch veraltet und durch die jahrelangen Kriegseinsätze verbraucht und nicht mehr verwendungsfähig waren. Nur die 1944 an Griechenland verliehene Boreas blieb unter dem neuen Namen Salamis bis 1951 im Dienst. Der an die Royal Navy dann zurückgegebene Zerstörer wurde 1952 als letztes vorhandenes Schiff der Klasse verschrottet.

## Die Schiffe der B-Klasse
- Blanche, gebaut von Hawthorn Leslie, im Februar 1931 in Dienst gestellt. – Am 13. November 1939 nach Minentreffer in der Themse-Mündung gesunken.
- Flottillenführer Keith, gebaut von Vickers in Barrow, im Juni 1931 in Dienst gestellt. – Am 1. Juni 1940 vor Dünkirchen während der Operation Dynamo durch deutsche Bomber versenkt
- Basilisk, gebaut von John Brown, im März 1931 in Dienst gestellt. – Am 1. Juni 1940 vor Dünkirchen während der Operation Dynamo durch deutsche Bomber versenkt.
- Brazen, gebaut von Palmers, im April 1931 in Dienst gestellt. – Bei der Norwegen-Unternehmung an der Versenkung von U 49 beteiligt; am 21. Juli 1940 vor Dover durch deutsche Sturzkampfflugzeuge versenkt.
- Boadicea, gebaut von Hawthorn Leslie, im April 1931 in Dienst gestellt. – 1942 bei der Operation Torch vor Oran durch französische Zerstörer beschädigt; nach der Landung in der Normandie (Operation Neptune) am 13. Juni 1944 vor Portland durch Lufttorpedo versenkt.
- Beagle, gebaut von John Brown, im April 1931 in Dienst gestellt. – Nahm am Gefecht um den Nordmeergeleitzug QP 11 im Mai 1942 im Nordmeer teil, 1946 verschrottet.
- Bulldog, gebaut von Swan Hunter, im April 1931 in Dienst gestellt. – Versenkte im Mai 1941 U 110, wobei in großem Umfang Chiffrier-Material sowie eine Enigma-Maschine erbeutet werden konnte, und im Juni 1944 U 719; nahm außerdem an Gefechten um die Geleitzüge QP 11 und JW 51B im Nordmeer teil; 1946 abgewrackt.
- Brilliant, gebaut von Swan Hunter, im Februar 1931 in Dienst gestellt. – War Anfang Juni 1941 an der Versenkung der deutschen Trossschiffe Esso Hamburg und Egerland beteiligt; versenkte während der Operation Torch die französische Sloop La Surprise; 1947 abgewrackt.
- Boreas, gebaut von Palmers, im Februar 1931 in Dienst gestellt. – Im April 1944 an Griechenland verliehen und in Salamis umbenannt; 1951 zurückgegeben und zum Verschrotten verkauft.